# Terysakkan
Terysakkan, Tersakkan (kaz. Терісаққан, ros. Терсаккан) – rzeka w środkowym Kazachstanie, lewy dopływ Iszymu. Jej długość wynosi 334 km, powierzchnia zlewni 19,5 tys. km, średni przepływ 2,5 m/s, a maksymalny przepływ 52,7 m/s. Charakteryzuje się reżimem śnieżnym, z maksimum wiosną (90% całorocznego przepływu).
Wypływa w górach Ułytau w zachodniej części Pogórza Kazachskiego, płynie na północ i uchodzi do Iszymu w jego górnym biegu. Zamarza w grudniu, rozmarza w połowie kwietnia. W górnym biegu wysycha, w ostrzejsze zimy zamarza do dna.